# Amoklauf in Las Vegas 2014
Der Amoklauf in Las Vegas ereignete sich am 8. Juni 2014. Dabei wurden zwei Polizisten und eine Zivilperson von einem militanten Neonazi-Ehepaar getötet. Die beiden Mörder töteten sich danach selbst.

## Tathergang
Die beiden Polizisten Igor Soldo und Alyn Beck saßen am Pfingstsonntag 2014 zum Mittagessen in der Pizzeria CiCi in Las Vegas zusammen, als Jerad und Amanda Miller das Feuer auf die beiden Polizisten eröffneten und sie aus nächster Nähe erschossen. Sie stahlen die Waffen der toten Polizisten und hinterließen am Tatort einen Zettel mit den Worten „The beginning of the revolution“ („Der Beginn der Revolution“). Anschließend hüllten sie die Polizisten in die Gadsden flag mit der Aufschrift „Don’t tread on me“ („Tritt nicht auf mich“) sowie eine Hakenkreuzfahne. Die beiden flüchteten in einen Wal-Mart, wo sie mit gezogenen Waffen „Raus hier! Dies ist eine Revolution. Die Polizei kommt gleich“ brüllten. Dort erschoss Amanda Miller einen bewaffneten Zivilisten, der sich an Jerad herangeschlichen hatte und eingreifen wollte, sie aber nicht bemerkt hatte. Anschließend entwickelte sich eine Schießerei mit der heranrückenden Polizei, die das Paar in den hinteren Teil des Supermarkts drängte. Beide wurden mehrfach getroffen. Amanda Miller schoss anschließend auf ihren Ehemann und richtete sich dann mit einem Kopfschuss selbst. Auch ein von der Daily Mail herausgegebenes Überwachungsvideo des Supermarktes konnte bisher noch nicht klären, ob Jerad Miller an seinen Verletzungen starb oder durch die Schüsse seiner Ehefrau.

## Vorgeschichte
Jerad Miller war ein mehrfach vorbestrafter Autodieb, der in zwei Bundesstaaten auffällig wurde. Seine Frau galt als „gutes Mädchen“, das ihm hörig war. Die beiden zogen wenige Monate vor der Tat nach Las Vegas und waren schon polizeilich bekannt. Das Ehepaar hatte vermutlich schon länger eine Art Selbstmordpakt beschlossen. Beide waren als militante Neonazis und Regierungsgegner bekannt, die über Facebook und diverse Pamphlete rechtsextreme Propaganda verbreiteten. Die beiden gelten als Einzeltäter, bezeichneten sich aber selbst als „Sovereign Citizen“, eine anwachsende Gruppe meist rechter Autonomer, die einen Hass auf die Regierung haben. Die beiden unterhielten Beziehungen zu Cliven Bundy, einem militanten Rancher, der sich weigerte, Gebühren für seine Rinder zu bezahlen.
Die Tat sei seit längerem geplant gewesen. Unter anderem hatten sie versucht, ihren Nachbarn zu indoktrinieren und ein zweites „Columbine“ angekündigt. Der Nachbar tat dies jedoch als Spinnerei ab.